# Хрест

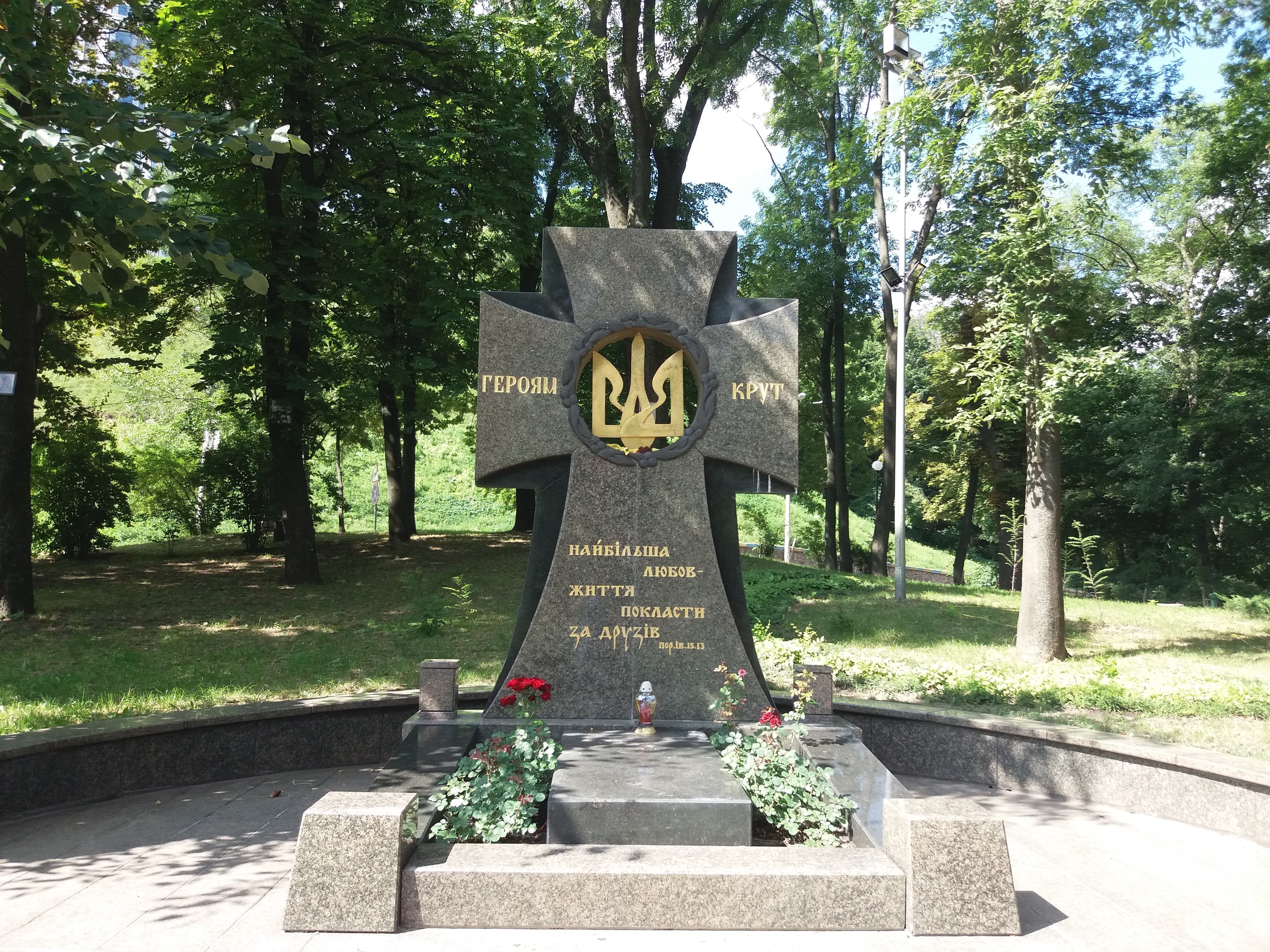
Хрест на могилі героїв Крут в Києві, Україна.

Хрест — геометрична фігура з двох ліній або смуг, що перетинаються під прямим кутом. Має сакральне значення в багатьох релігіях. У християнстві — символ Розп'яття Господа Ісуса Христа та спасіння, яке він приніс людству; також намогильний знак як прохання до Бога помилувати померлого і дарувати йому життя вічне. У язичництві — уособлення сонця, місяця, зорі, вогню, початку тощо. Може вказувати на місцеперебування речі, бути позначкою власності, табу або оберегом.

## Походження
Вважають, що вже первісна людина, поклавши поліно на поліно, щоб видобути вогонь, почала асоціювати форму хреста з тим земним вогнем, а пізніше поширила цю асоціацію й на небесний — сонце. В усякому разі можна твердити, що знак хреста, як символ вогню і сонця, поширений з найдавніших часів у всьому світі. Знаходять його на монолітах Ніневії, що зберігаються у Британському музеї, у Китаї, у Персії, у Тибеті, в Ассирії, у Фінікії, Єгипті, на Криті у Кноському палаці, у Трої, Греції, Скандинавії, у руїнах давнього Мехіко та Перу.

## Різновиди

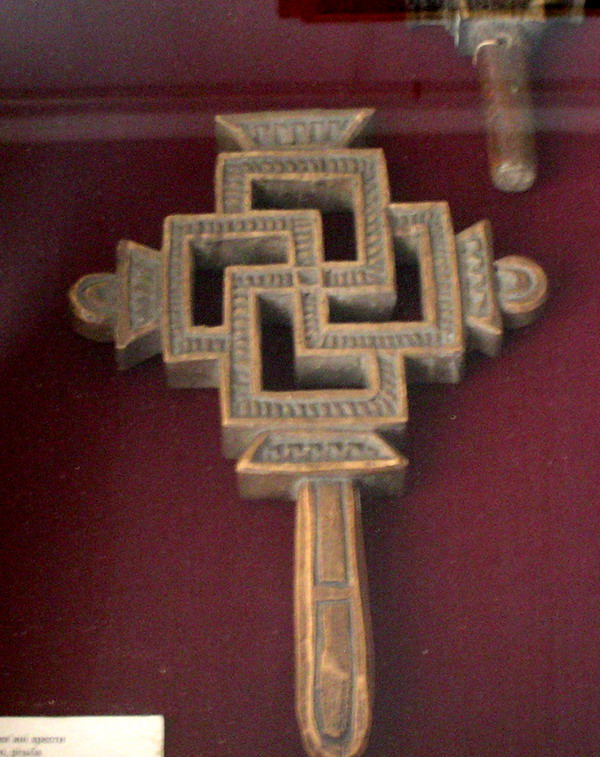
Ручний дерев'яний хрест у формі свастики. (Покуття або Гуцульщина. Кінець 19 — початок 20 століття. Коломийський музей народного мистецтва Гуцульщини і Покуття ім. Й.Кобринського.)

Знак хреста несе багато значень. Зокрема це знак тривимірного Всесвіту, життя. Він зображає Трійцю з підкресленням значимості синівської енергії (третьої сили) — Любові. Це зроблено шляхом поєднання символу чоловічої енергії — вогню (зображуваної у віруваннях всіх народів вертикальною площиною або вертикальним стовпом) з символом вологої жіночої енергії (зображуваної горизонтальною площиною), при якому обидва батьківські символи немов би зникають, зливаючись в один знак хреста — символ тривимірного простору, любові, дитяти. Це знак найпершої триєдності: мінус, плюс, єдність: мати, батько, дитя.

### Найуживаніші форми
Не всі ці хрести однакової форми: в геральдиці нараховуються понад 400 відмін хреста, а етнологи та історики культури з тих Форм особливо виділяють свастику, чи санскритський, або ґамматський хрест, потім Ключ Ніла, єгипетський хрест, у якому верхня частина від поперечини роздута в ручку з діркою, чи дужку; хрест ТАУ або наложений, без верхньої частини, трикінцевий, який дуже часто трапляється в скандинавських орнаментах, як згадка про молот Тора Мйольнір, а також у браманських та буддійських орнаментах Індії. Називають його також Хрест св. Антонія. На такому хресті намальовано карикатуру Христа у відомому графіті, знайденому на Палатинському горбі у Римі — першій пам'ятці цього роду, до того ж зробленій руками поганина, бо християни почали малювати хрест лише після того, як Костянтин Великий урочисто освятив хрест як славну емблему Христової перемоги в 312 р. Далі треба згадати окремо Хрест св. Андрія — скісний хрест, знаряддя мук і смерті св. Андрія, сформований з двох рівних палиць з однаковим нахилом до землі, так що він торкається землі не одним, а двома кінцями, формуючи ніби літеру X. І нарешті — звичайний чотирикінцевий християнський хрест, що був знаряддям мук Христа і став тому головним символом християнства. Християнський хрест теж має багато відмін. Головні з них Грецький хрест — чотирикінцевий з однаковими (рівними) всіма чотирма раменами і Латинський хрест — з видовженою нижньою (від поперечки) частиною.

#### Свастика
Обертовий хрест — свастика — символізує розвиток Всесвіту. При цьому обертання хреста за годинниковою стрілкою символізує рух вгору, сходження (наприклад, схід Сонця), рух від матеріального до духовного — еволюцію, а обертання проти годинникової стрілки — рух униз, захід, рух від духовного до матеріального — інволюцію.
Свастикою зображується не тільки рух Всесвіту, а й сонячний рух у релігійній традиції аріїв. При цьому Сонце, що сходить, зображується прямою (правосторонньою) сваргою, а Сонце, що заходить — оберненою (лівосторонньою). Таку сваргу можна сьогодні побачити на вівтарі Софії Київської.

## Хрест у християнстві

### Найуживаніші форми в християнстві
Крім того, християнські хрести відрізняються кількістю поперечок: бувають і дві, і три поперечки. Частини поперечки, що відходять в одну сторону від стійки, звуться РАМЕНАМИ. В залежності від кількості рамен є хрести ДВОРАМЕННІ, ЧОТИРИРАМЕННІ, ШЕСТИРАМЕННІ. Чотирираменні хрести постали з огляду на вказівку Св. Письма, що над головою Христа було прибито напис: «Ісус Назарянин цар Юдейський» (Мт. 27:37). Це так званий Патріарший або Кардинальський хрест. Шестираменні хрести постали з того, що у зображеннях розп'яття під ноги Розп'ятого почали прибивати дощечку, на яку могли б спиратися Його ноги. Проте, про цей підніжок у давніх документах немає жодної згадки і він археологічно непідтверджений, та і не зміг би підтримувати тіло. Натомість відомий клин (лат. sedile) вбитий десь на половині стовпа, що підтримував тіло і на якому розп'ятий міг наче сидіти .

#### Трираменний хрест у Росії
Трираменний хрест з нижнім скісним раменом був відомий ще у Візантії (мозаїка XI ст.).
Він поширився у Росії з XVI ст. — з розвитком ідеї «Третього Риму». Трапляється такий хрест і на українських храмах (у тому числі в Канаді).
На думку Єпископа Перемиського Юліана (Пелеша) та деяких галицьких істориків, а також митрополит Іларіона (Огієнка), трираменний хрест зі скісним підніжжям є українським. Вадим Щербаківський доводив, що в Україні зустрічається дуже рідко (а на церквах ніколи!), а коли зустрічається, то тільки під московським впливом. За його твердженням, у росіян він з'явився вже у XV ст. і увінчує в них усі церкви, а в Україні почав з'являтися тільки у XVII — XVIII ст., (на дереворитах і ніколи на церквах).
Московський історик Шмурло, який видав італійською мовою «Історію Росії», писав у цій своїй праці: «Греки, (а за ними й українці, Є. О.), допускали, що св. Хрест може бути представлений однаково в одній з трьох форм: на чотири, на шість і на вісім рамен. У Москві натомість допускали тільки цю останню форму». (т. І, ст. 97).
Найнижче рамено мало бути обов'язково скісне, що пояснювалося такою символікою:
|                                                        | Косе перехрестя з опущеним вниз лівим кінцем і піднятим вгору правим кінцем має нагадувати, що розкаяний розбійник, правий, пішов до неба, а злий, лівий розбійник, пішов до пекла. І відтоді цей хрест став символом винятково московської Церкви. Київська православна Церква не прийняла цього хреста, а вживала інших традиційних форм, і ми ні на одній київській і взагалі українській церкві не бачимо цього хреста. |
| — В. Щербаківський, «Шлях», Філадельфія, 13.VIII.1950. | |

Пишучи в лондонській «Українській Думці» рецензію на книжку «Українське Мистецтво», що вийшла в 1952 р. в Нью-Йорку англійською мовою В. Щербаківський писав:
|  | З дрібних орнаментів показаних авторкою на маргінесах скажу, що більшість їх правильна, один тільки трираменний хрест з косою підніжкою, тобто з косим нижнім рам'ям на ст. 107, не народній мотив. Це хрест не український, а московський, і уведений в Москві ще в XV віці умисне з політичною ціллю. В Галичині він був пропагований москвофілами. У Греків такого хреста не було. Його не варто було відносити до українського орнаменту, і у Східній Україні він ніколи не вживався в народньому орнаменті. |

## Функціональний розподіл хрестів
функціональний розподіл хрестів:
- пам'ятні
- намогильні
- поклінні
- Обітні
- Геральдичні

Уже з X ст. в нас, як і в греків, які принесли нам християнство, він був у загальному вжитку: його носили на тілі, клали на межах, ставили на роздоріжжях, прикрашали ним церкви та інші будинки, більш-менш пов'язані з Церквою. Десь у X—XII ст. почали класти хрест на домовину, яку ховали в землю, і на плиту, що вкривала землю над гробом. Поки надгробний хрест вийшов з-над домовини на поверхню землі, проминуло чимало часу, і тільки в XIV ст. бачимо його вже завжди на гробках. На Московщині надгробний хрест з'явився ще пізніше — десь у XVI ст. До того часу надгробний хрест був тісно пов'язаний з плитою.
Значення надгробного хреста ясне: з одного боку, він нагадує про хрест, на якому Спаситель приніс себе за нас в жертву, а з другого боку — він засвідчує нашу надію на небесну радість і воскресіння для майбутнього життя. Прикраси з рослинних орнаментів на надгробних хрестах символізують небесний рай, що його давні християни малювали на гробницях. Рослина на хресті — теж символ вічного життя, яке в рослинах усе відроджується. Таке значення вона мала в нас уже в перших християн і в такому значенні збереглася до наших часів (К. Широцький в ЗНТШШ т 82, ст. 12-14, 28 — 29).
Хрест зустрічається в багатьох шляхетських гербах: Яструбець, Лада, Любич, Побог, Тупа Підкова та інших.

### Вживання хреста на могилах
З огляду на вживання хреста над гробками, він зробився і символом смерті в приповідках: «Вже йому лиш хрест та лопата поможуть» — кажуть про людину, безнадійно хвору. Таке ж значення має й вислів: «Вже нас тільки хрест та мотика розлучать». (І. Франко. III, 282).

### Оберіг
Як символ вічного життя (Вічного Дерева Життя, Сущого, Христа, Христової віри і т. д.) хрест має силу відганяти всіляку нечисту силу й охороняти вірного не тільки по смерті, але й в усілякі моменти його щоденного й святкового життя: саме тому маленькі хрестики люди носять на собі як амулети, вимальовують їх на дверях хлівів, на вікнах та стінах хат. Злякавшись, люди теж кладуть на себе знак хреста, себто хрестяться, вірячи, що сам цей знак хреста має прогнати ту нечисту силу, яка той страх викликала. Таке ж оберегове значення має й благословення хрестом.
Від злих речей відхараскуються (відхрещуються) або їх «херять» (тобто малюють знак хреста, букву «хер»).
Віра в силу хреста проти нечистої сили виявляється й у проклятті: «Хрест би тебе Божий побив». На хресті, як і на Євангелії звичайно присягали. Звідти й вираз: «Коли б ти і хрест гриз, то я тобі не вірю». ГРИЗТИ ХРЕСТ — рід найтвердішої присяги (Ів. Франко. III, 282).
На Йордан ставили звичайно величезний хрест із льоду, на Хрестопоклонному тижні пекли спеціальні печива в формі хреста, що так і звалися ХРЕСТИ, і т. д. «Він випровадить тебе поза хрест» — себто, він одурить тебе, казали в нас, остерігаючи людину. (Франко, І. 183). Тут маємо натяк на придорожній хрест, що взимку в степу був єдиним орієнтиром, з допомогою якого можна було знайти дорогу. Тому ВИПРОВАДИТИ ЗА ХРЕСТ — збити з шляху, вивести на манівці.
У північно-новгородському обряді, пов'язаному з пошуком зниклої корови (або інших тварин, також він застосовується і для пошуку зниклої в лісі людини). Для його вчинення з гілочок, відламаних від березового віника, робляться «хрестики».
Кам'яні хрести часто окачують водою, після чого, за народними уявленнями, остання набуває цілющих властивостей: нею вмиваються, її п'ють. У кам'яних хрестів набував цілющі властивості і ялин (дерев'яна або оливкова олія), який в церковній практиці вживається для помазання немічних в таїнстві Єлеєпомазання: за повідомленням початку XX в., Шановані хрести з д. Сельці (Гдовський р-н, Псковська обл.) були «прикрашені різними тканинами», а у їхніх підніжжях стояли «пляшки з дерев'яною олією, якою селяни і, головним чином, селянки, мажуть хворих»

### Придорожні хрести
- Кальварія (скульптура)